# Мениль-Кленшан
Мени́ль-Кленша́н (фр. Mesnil-Clinchamps) — коммуна во Франции, находится в регионе Нижняя Нормандия. Департамент коммуны — Кальвадос. Входит в состав кантона Сен-Севе-Кальвадос. Округ коммуны — Вир.
Код INSEE коммуны — 14417.

## Население
Население коммуны на 2010 год составляло 985 человек.
| 1962 | 1968 | 1975 | 1982 | 1990 | 1999 | 2010 |
| ---- | ---- | ---- | ---- | ---- | ---- | ---- |
| 871  | 773  | 719  | 734  | 789  | 833  | 985  |

## Экономика
В 2010 году среди 621 человека трудоспособного возраста (15—64 лет) 478 были экономически активными, 143 — неактивными (показатель активности — 77,0 %, в 1999 году было 73,8 %). Из 478 активных жителей работали 459 человек (247 мужчин и 212 женщин), безработных было 19 (7 мужчин и 12 женщин). Среди 143 неактивных 51 человек были учениками или студентами, 56 — пенсионерами, 36 были неактивными по другим причинам.